# Ваи, Теофиль
Теофиль Теодор Жозеф Антуан Ваи (фр. Théophile Wahis; 27 апреля 1844 года, Менен, Бельгия — 26 января 1921 года, Схарбек, Бельгия) — бельгийский военный деятель и колониальный администратор, барон (1901).
Начал военную карьеру младшим лейтенантом, закончил её в чине генерал-лейтенанта бельгийской армии. В 1860-х гг. Ваи в качестве добровольца принимал участие во второй французской интервенции в Мексику (официально Бельгия не поддерживала военную экспедицию).
26 августа 1892 года король Бельгии Леопольд II в первый раз назначил Ваи генерал-губернатором Свободного государства Конго (находился в должности до 1896). Во второй раз на эту должность Ваи был назначен в 1900 году. Именно в период его губернаторства было принято решение о продаже Леопольдом II своих конголезских владений бельгийскому государству. Сам Ваи остался на своём посту и таким образом стал первым генерал-губернатором Бельгийского Конго.
Его именем названы улицы в Менене и брюссельской коммуне Схарбек.